# Кура Окльо
Кура Окльо (исп. Cura Ocllo; ум. 1539) — королева инков, сестра и жена Манко II, который правил страной с 1533 по 1544 год.

## Биография
Кура Окльо была дочерью правителя инков Уайна Капака от одной из его наложниц. Точная дата её рождения неизвестна. После смерти отца и начала гражданской войны она встала на сторону Уаскара, которому досталась южная часть государства, и проживала в Куско, её столице. Когда в междоусобице победил Атауальпа, ей пришлось покинуть город, чтобы избежать казни.
В 1533 году присоединилась к инкам, скрывающимся в горной местности, и вышла там замуж за своего сводного брата Манко II. Кура Окльо родила ему двоих сыновей: Сайри Тупака (1535 — 1560) и Тито Куси Юпанки (1539 — 1571). Примечательно, что первый появился на свет во время пребывания Манко Инка Юпанки в плену.
Кура Окльо во всём поддерживала своего мужа, в том числе в борьбе против испанских конкистадоров. На протяжении всей войны она была символом инкского сопротивления. В 1536 году принимала активное участие в осаде Куско, в 1537 — 1538 годах отличилась в ряде сражений, организовав специальный отряд женщин-воинов. Спустя год она была схвачена испанцами, которые предложили Манко II сдаться в обмен на жизнь своей возлюбленной. В конце концов Кура Окльо была зверски убита: её привязали к дереву и забросали камнями (по другой версии, в неё стреляли из лука); впоследствии её тело было положено в корзину и принесено к реке неподалёку от Вилькабамбы.